# Прядько Левко Федотович
Левко Федотович Прядько (16 червня 1894 — †?) — старшина Армії УНР.

## Біографія
Уродженець с. Глодоси Херсонської губернії.
Колишній юнак 1-ї Української військової школи.
Учасник бою під Крутами та Першого Зимового походу — у складі Куреня Низових Запорожців 1-ї Запорізької дивізії.
Подальша доля невідома.